# اودو کیسلینگ
اودو کیسلینگ (انگلیسی: Udo Kiessling؛ زادهٔ ۲۱ مهٔ ۱۹۵۵) بازیکن هاکی روی یخ اهل آلمان است.